# Josep Maria Gavín i Barceló
Josep Maria Gavín i Barceló (Barcelona, 21 de juny 1930 - Caldes de Montbui, 28 d'abril de 2023) va ser un fotògraf, col·leccionista i arxiver català que va dedicar la seva vida a la preservació de la cultura popular i religiosa de Catalunya. Va treballar a la Caixa de Pensions per a la Vellesa i d'Estalvis el 1949 i després es va dedicar a la fotografia. El 1966 va ingressar a la Unió Excursionista de Catalunya.
La seva passió pel col·leccionisme va començar a despertar als 18 anys, quan va començar a capturar imatges d'esglésies i campanars de Barcelona. Després d'això, va decidir explorar altres indrets de Catalunya i altres regions amb l'objectiu de trobar edificis religiosos que pogués afegir a la seva compilació. Amb el temps, la seva col·lecció va créixer fins a arribar a més de 5 milions de documents diferents, incloent-hi 26.444 fotografies de temples i edificis religiosos de Catalunya, Andorra, la Franja de Ponent i Catalunya del Nord, configurant així un dels arxius particulars més importants d'Europa.
De 1979 a 1983 va ser president de la societat Amics de l'Art Romànic. També va ser vicepresident de l'Ateneu Santcugatenc i, durant divuit anys, president de l'Associació Catalana de Col·leccionistes. Amb tot, Gavín va rebre la Creu de Sant Jordi, el 1984, per les seves contribucions a la preservació cultural.
Gavín havia publicat i exposat part de les seves col·leccions en forma de col·laboracions a diverses obres, com ara, Catalunya romànica, Gran geografia comarcal de Catalunya, Santuarios marianos de Cataluña i en més d'altres 300 obres, aportant articles o fotografies. Des del 1985 participava en conferències, exposicions i xerrades.

## L'arxiu Gavín
L'Arxiu Gavín conté la seva extensa col·lecció, dividida en 49 temes diferents, i des del 2008 s'ha convertit en el Centre de Documentació de Cultura Popular i Religiosa de Catalunya. Inicialment, la col·lecció es va ubicar a Valldoreix, fins al 2008, quan es va traslladar al Monestir de Santa Maria de Bellpuig de les Avellanes (Os de Balaguer). Allà, es va restaurar l'antic edifici de fusteria del monestir per adaptar-lo a les necessitats de l'arxiu i es va dividir en tres zones: la sala de treball i consulta, la sala d'emmagatzematge i la zona d'exposició. Malgrat que la Generalitat de Catalunya va adquirir una part important de la col·lecció, Gavín va seguir-ne sent responsable. Posteriorment, l'arxiu ha estat gestionat pels Germans Maristes, amb la col·laboració del Departament de Cultura, que l'ha integrat al seu sistema. És l'únic arxiu del món que conté fotografies de tots els edificis religiosos de Catalunya.

## Obres
- Les comarques catalanes (1972) en fascicles
- Columbaris, colomers o palomers
- Les esglésies romàniques de planta circular i triangular a Catalunya (1974)
- Inventari d'esglésies (1977-1997, 29 volums)